# Ricker Dome
Ricker Dome är en bergstopp i Antarktis. Den ligger i Östantarktis. Nya Zeeland gör anspråk på området. Toppen på Ricker Dome är 1 720 meter över havet, eller 157 meter över den omgivande terrängen. Bredden vid basen är 3,2 km.
Terrängen runt Ricker Dome är varierad. Trakten är obefolkad. Det finns inga samhällen i närheten.